# جنگل باتلاقی آب شیرین

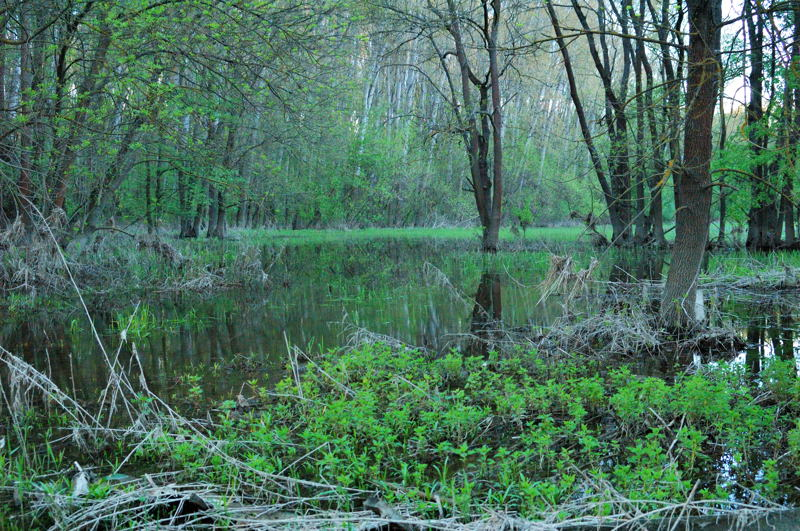
جنگل سیلابی

جنگل‌های باتلاقی آب شیرین (به انگلیسی: Freshwater swamp forest) یا جنگل‌های سیلابی (به انگلیسی: Flooded forest)، جنگل‌هایی هستند که به‌طور دائم یا فصلی با آب شیرین غرق می‌شوند. آنها معمولاً در امتداد پایین‌دست رودخانه‌ها و پیرامون دریاچه‌های آب شیرین یافت می‌شوند. جنگل‌های باتلاقی آب شیرین در طیف گسترده‌ای از مناطق آب و هوایی، از مناطق شمالی تا معتدل و نیمه‌گرمسیری تا گرمسیری یافت می‌شوند.